# سوفي غوستافسون
سوفي غوستافسون (بالسويدية: Sophie Gustafson)‏ هي لاعبة غولف سويدية، ولدت في 27 ديسمبر 1973 في فاربيرغ في السويد.

## وصلات خارجية
- الموقع الرسمي
- سوفي غوستافسون على موقع رابطة لاعبات الغولف المحترفات (الإنجليزية)
- سوفي غوستافسون على موقع رابطة أوروبا للاعبات الغولف المحترفات (الإنجليزية)